# Дикие гуси 2
«Дикие гуси II» (англ. Wild geese II) — приключенческий фильм режиссёра Питера Ханта. Великобритания, 1985 год.

## Сюжет
Определенные политические силы заинтересованы в похищении из берлинской тюрьмы Шпандау нацистского преступника Рудольфа Гесса. За похищение узника Шпандау по заказу телевизионной компании берётся группа британских наёмников. Командиру этой группы Джону Хаддаду оказывает поддержку британский полковник Рид-Генри, якобы обеспокоенный тем, что британцы хотят «убрать» Гесса из британского сектора Берлина, но на самом деле он является советским агентом. За Гессом охотится также работающая на Советы организация. Операция по похищению Гесса успешно проводится во время его транспортировки в британский военный госпиталь с подменой трупа. Наёмники маскируются сначала под служащих британской военной полиции, а потом вывозят Гесса на самолёте в Вену под видом группы подгулявших австрийских футбольных болельщиков. Операция стоила жизни не одному десятку человек. В венском отеле пришедший в себя Гесс отказывается рассказывать о своём прошлом и просит вернуть его обратно в тюрьму, ставшую его домом, чтобы он провёл там спокойно последние дни жизни. Хаддад из сострадания к старику отвозит Гесса к зданию французского посольства. В газетах публикуется опровержение слухов о похищении Рудольфа Гесса, который вернулся в тюрьму Шпандау из британского госпиталя после приступа астмы.

## В ролях
- Скотт Гленн — Джон Хаддард
- Барбара Каррера — Кэти Лукас
- Лоренс Оливье — Рудольф Гесс
- Эдвард Фокс — Алекс Фолкнер
- Роберт Уэббер — Роберт Маккэнн
- Роберт Фрайтаг — Штрёбинг
- Кеннет Хэйг — полковник Рид-Генри
- Стрэтфорд Джонс — Мустафа Эль-Али
- Патрик Стюарт — советский генерал